# Kiziłowo (obwód kurski)
Kiziłowo (ros. Кизилово) – wieś (ros. село, trb. sieło) w zachodniej Rosji, w sielsowiecie polewskim rejonu kurskiego w obwodzie kurskim.

## Geografia
Miejscowość położona jest nad rzeką Połnaja (lewy dopływ Sejmu), 4 km od centrum administracyjnego sielsowietu (Polewaja), 26 km na południowy wschód od centrum administracyjnego rejonu (Kursk), 13 km od drogi federalnej R-298 (Kursk – Woroneż – R22 «Kaspij»; część europejskiej trasy E38).
We wsi znajdują się ulice Ługowaja i Szkolnaja (178 posesji).
Klimat
Miejscowość, jak i cały rejon, znajduje się w strefie klimatu kontynentalnego z łagodnym ciepłym latem i równomiernie rozłożonymi opadami rocznymi (Dfb w klasyfikacji klimatów Köppena).

## Demografia
W 2010 r. wieś zamieszkiwało 271 osób.